# Derby (West-Australië)
Derby is een plaats gelegen in de Kimberley regio van West-Australië. Er zijn ruim 3.000 inwoners waarvan bijna de helft Aboriginals. Het ligt aan de kust bij King Sound. Het verschil tussen eb en vloed is 11,8 meter. Er zijn slechts weinig plaatsen waar dit verschil zo groot is.

## Geschiedenis
In 1668 voer kapitein William Dampier langs de kust van Kimberley. Medio 1800 kwamen de eerste kolonisten in het gebied aan, zij hielden zich vooral bezig met de veeteelt. In 1885 werd een pier voor de scheepvaart aangelegd, het hoge verschil tussen eb en vloed maakte dit noodzakelijk voor de aanvoer van goederen en de afvoer van wol. Er werd korte tijd daarna goud gevonden bij Halls Creek hetgeen gelukzoekers naar de regio trok. In 1889 werd een telegraafverbinding met Perth gerealiseerd.

## Economie
Derby speelde een belangrijke rol in de ontwikkeling van de burgerluchtvaart in West-Australië. In 1922 maakte de plaats onderdeel uit van het netwerk van West Australian Airways Ltd en er was een verbinding met Perth. In 1934 begon Australian Aerial Medical Service, de voorganger van de Royal Flying Doctors Service, met vluchten in Kimberley vanuit Derby. 
In mei 1941 kwam het vliegveld in militaire handen. In 1942 is de plaats en vliegveld gebombardeerd door de Japanse luchtmacht. De Royal Australian Air Force Base Curtin, in 1988 op een nieuw plaats geopend ten oosten van Derby, is nog steeds in gebruik ook voor civiele vluchten.
Naast de luchtmachtbasis is veeteelt nog steeds een belangrijke economische activiteit. Verder is toerisme en mijnbouw belangrijk voor de plaats.

## Klimaat
De gemiddelde maximum temperatuur ligt op 34°C en het vergelijkbare minimum op 21,7°C. Per jaar valt gemiddeld 622 millimeter neerslag. Ten zuidwesten van de stad ligt de monding van de Fitzroy, een grote rivier in Kimberley.